# Chrám svatého Lukáše Evangelisty (Brežany)
Chrám svatého Lukáše Evangelisty z roku 1727 v obci Brežany, okres Prešov je řeckokatolický dřevěný chrám na Slovensku. Je zařazen do seznamu národních kulturních památek.

## Národní kulturní památka
Brežany jsou filiálkou starobylé řeckokatolické farnosti Klenov, o čemž svědčí i záznam v soupisu z Mukačevské řeckokatolické eparchie z roku 1788. Ve vesnici je dřevěný řeckokatolický chrám z roku 1727, který je jediný v okrese Prešov a také jediný v celé Šarišské vrchovině. Na Slovensku je zařazen mezi národní kulturní památky. Patronem cerkvi je sv. Lukáš Evangelista. Obnova cerkvi byla provedena v druhé polovině 18. století.

## Architektura
Z architektonického pohledu jde o atypickou trojdílnou srubovou stavbu s výraznými vlivy gotické římskokatolické sakrální architektury. Okénka jsou vytvořeny hlubokými zářezy ve dvou sousedních trámech srubu. Zasklený otvor je opatřen jednoduchou železnou mřížkou. Barokní ikonostas pochází z roku 1773. Kompozice chrámu je ovlivněna dřevěným kostelem v Hervartove. Typická je samostatně stojící věž, která není spojena se střešní konstrukcí lodě. Má otevřenou podezdívku, sloužící jako předsíň chrámu. Nad vchodem, řešeným na gotický způsob, je uvedena datace stavby chrámu z roku 1727. Představěná věž je obita deskami a má jehlanovou střechu.
Dřevěná roubená stavba tohoto chrámu se skládá ze tří částí – ze svatyně (presbytáře) s rovným uzávěrem, podélné lodě a zmiňované přestavěné věže, pod kterou je otevřená předsíň. Svatyně tvoří s lodí jednotný celek. Má lomený strop, zatímco v lodi je rovný. V interiéru je trámová konstrukce vymazána hlínou. Vysoká sedlová střecha je pokryta šindelem.

## Hlavní oltář
Hlavní oltář je barokní z roku 1782. Na zděné menze je obraz Korunování Panny Marie od Františka Ferdynandyho ukončen v roce 1782. Je vložen do sloupové oltářní barokní architektury. Výše zmíněný ikonostas je víceřadý, částečně obnoven malbami. Členěný je točenými sloupy s vinnou révou.

## Ikonostas
Ikonostas zachovává tradiční byzantské schéma rozmístění ikon. Na ikonostasu pod centrální ikonou Krista je dedikační nápis latinkou: Fundator Cerkvi Svätej i Calej Roboty toj P.S oltys Teodor Demeteri i vospol z manželku Svoju Mariannu. Ano Dni 1733. Carské dveře jsou sekundárně přemístěny za hlavní oltář, podobně i jáhenské dveře. Chrámová ikona sv. Lukáše evangelisty ho zobrazuje plného elánu a v činnosti, při zapisování evangelijních událostí. Ve spodní části orámování ikony jsou vyobrazeni klečící zakladatelé nadace modlící se na kolenou k ukřižovanému Kristu. V řadě není ikona Tajná večeře, ale Mandylion (Spas nerukotvornyj). V třetí řadě je ikona Krista Velekněze (archijereje) s Bohorodičkou a Janem Křtitelem, kteří se modlí a jsou se dvěma anděly. Apoštolové jsou zobrazení na pozadí horské krajiny. Na vrchní části orámování ikon jsou uvedeny jejich jména, třebaže ne vždy totožné s jejich vyobrazením (Andrej a Bartoloměj). V řadě proroků ve středu je další ikona Mandylion, a ne Ukřižování. Byla přenesena ze staršího ikonostasu a pochází z druhé poloviny 17. století.

## Boční oltáře
Boční oltář Piety je malovaný na dřevě a vložený do rámu se sloupky po stranách. Další boční oltář Krista s Knihou života je z druhé poloviny 18. století. Chór je z poloviny 18. století. Na jeho parapetu jsou malované scény Utrpení Páně (strasti) s cyrilskými nápisy, oddělené iluzivními barokními sloupy s vinnou révou. I zde jsou vyobrazeni zakladatele nadace, jak se vroucně modlí na kolenou k ukřižovanému Kristu.

## Galerie

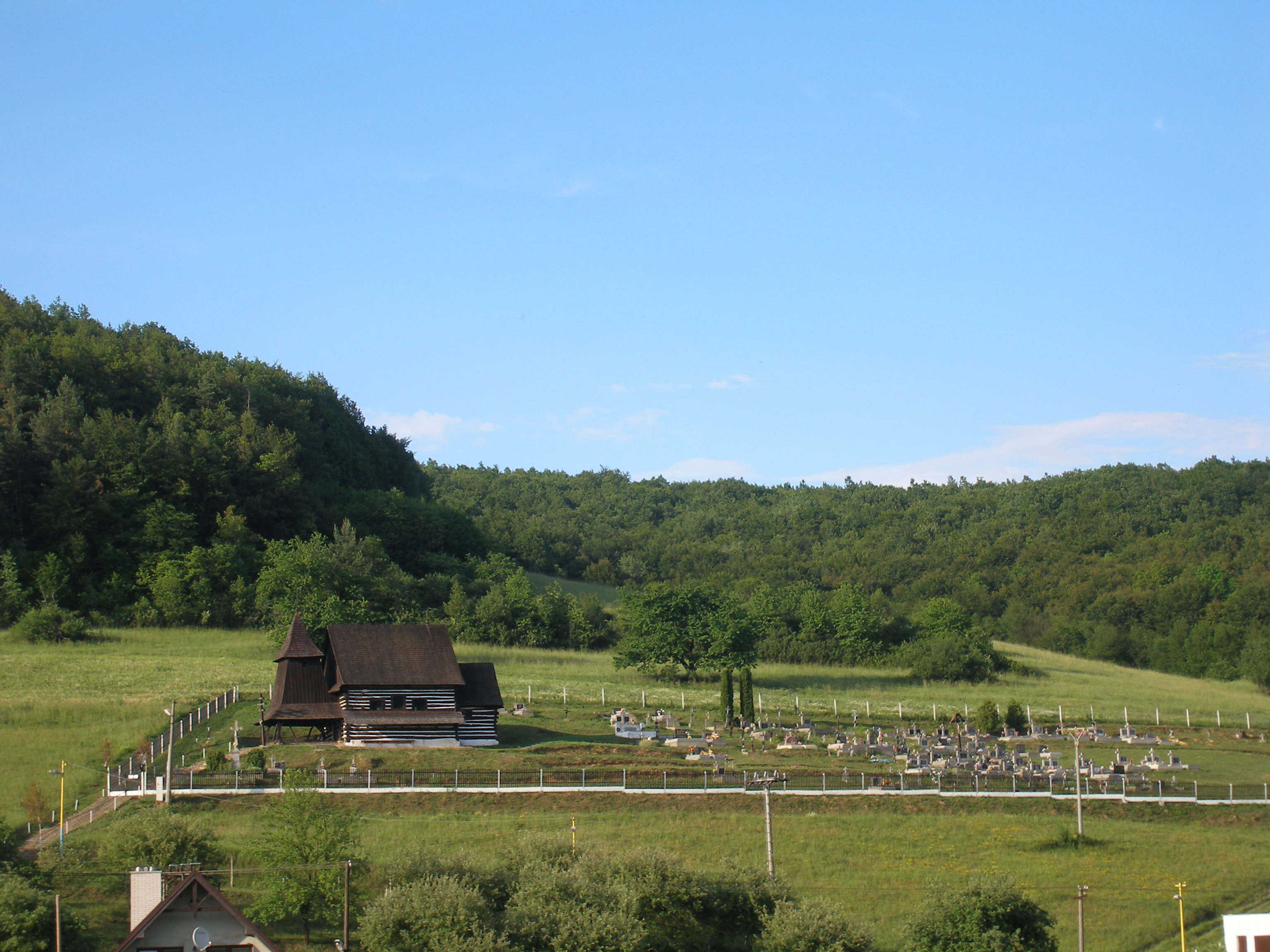
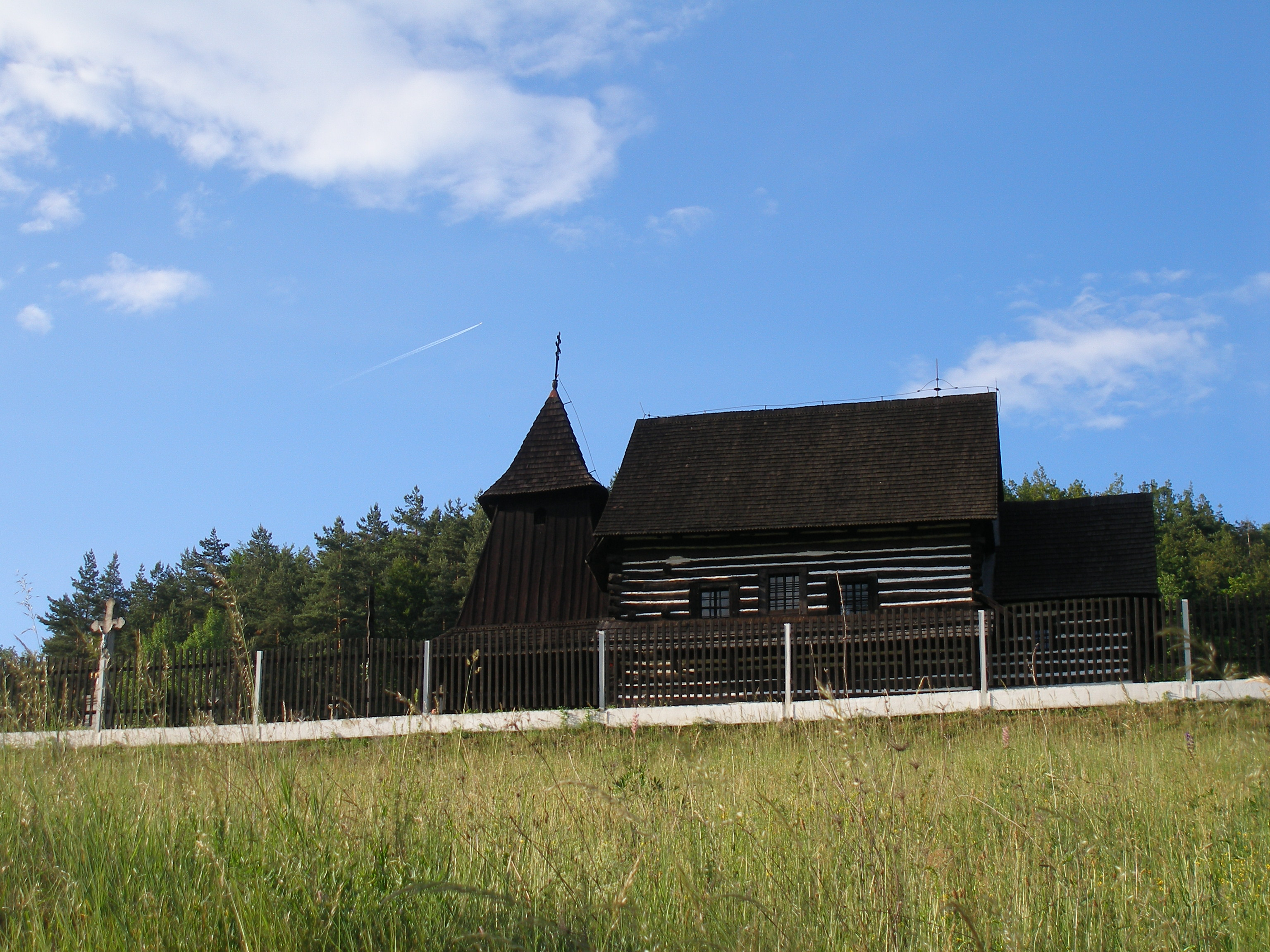
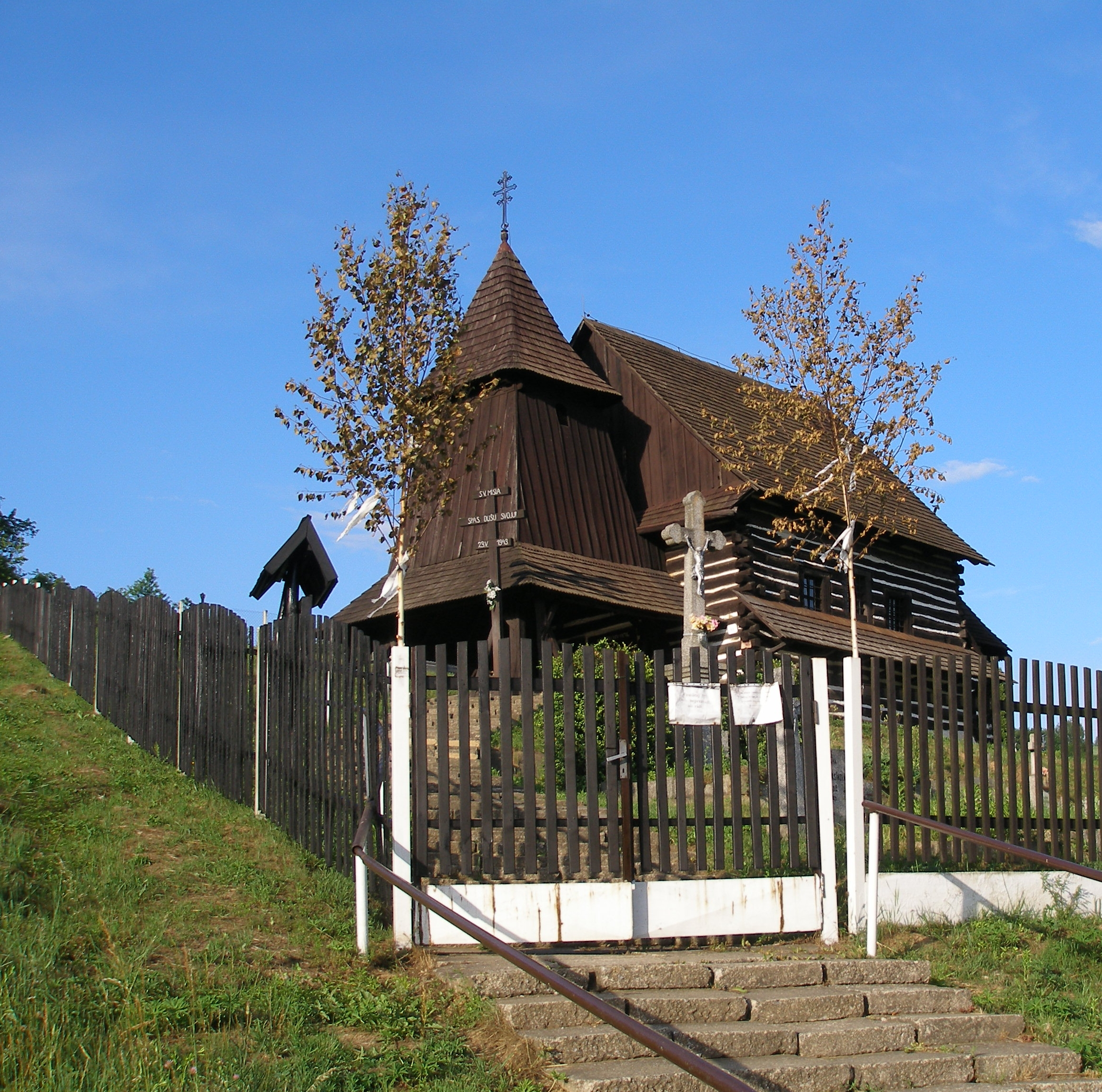
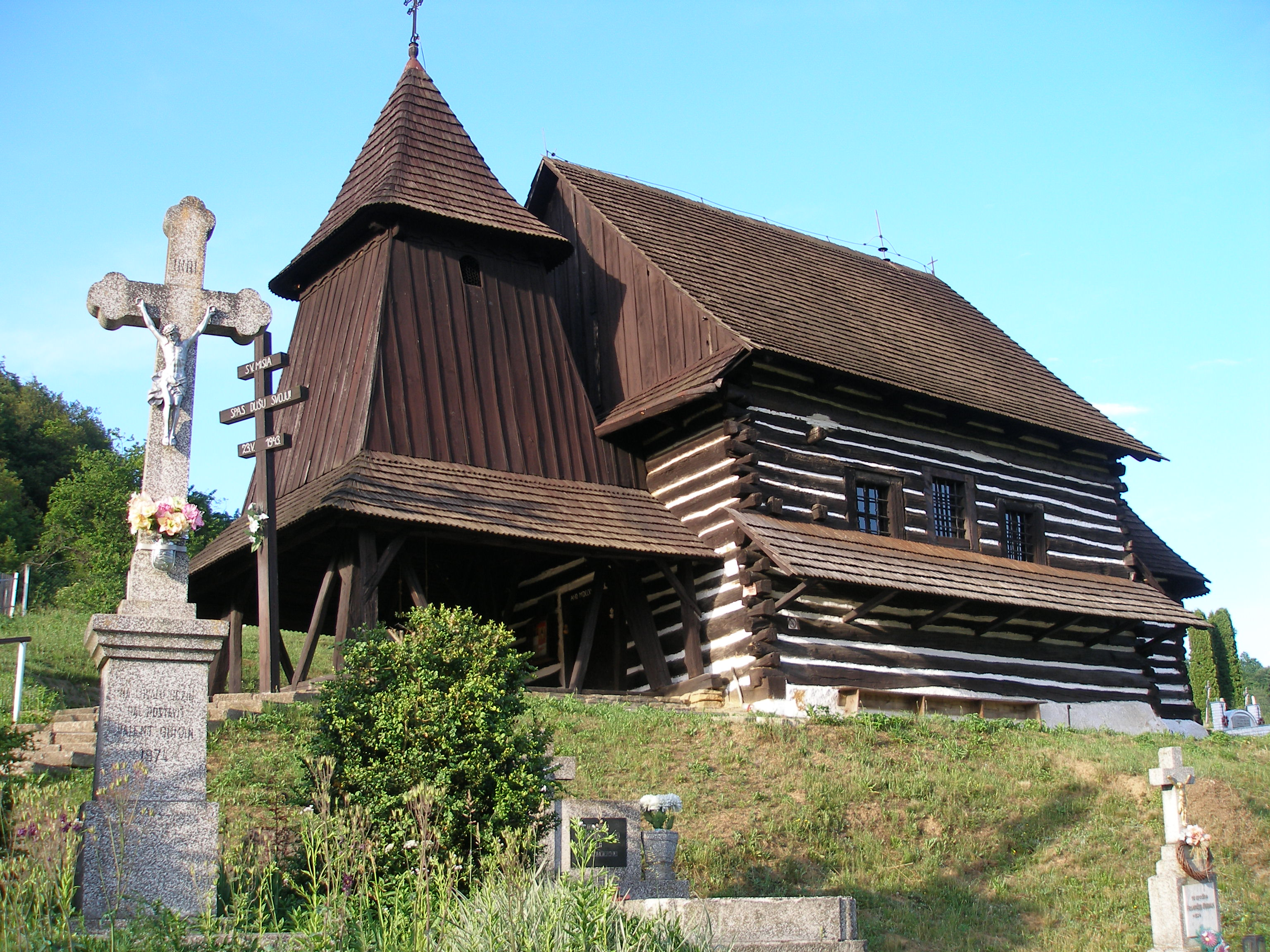
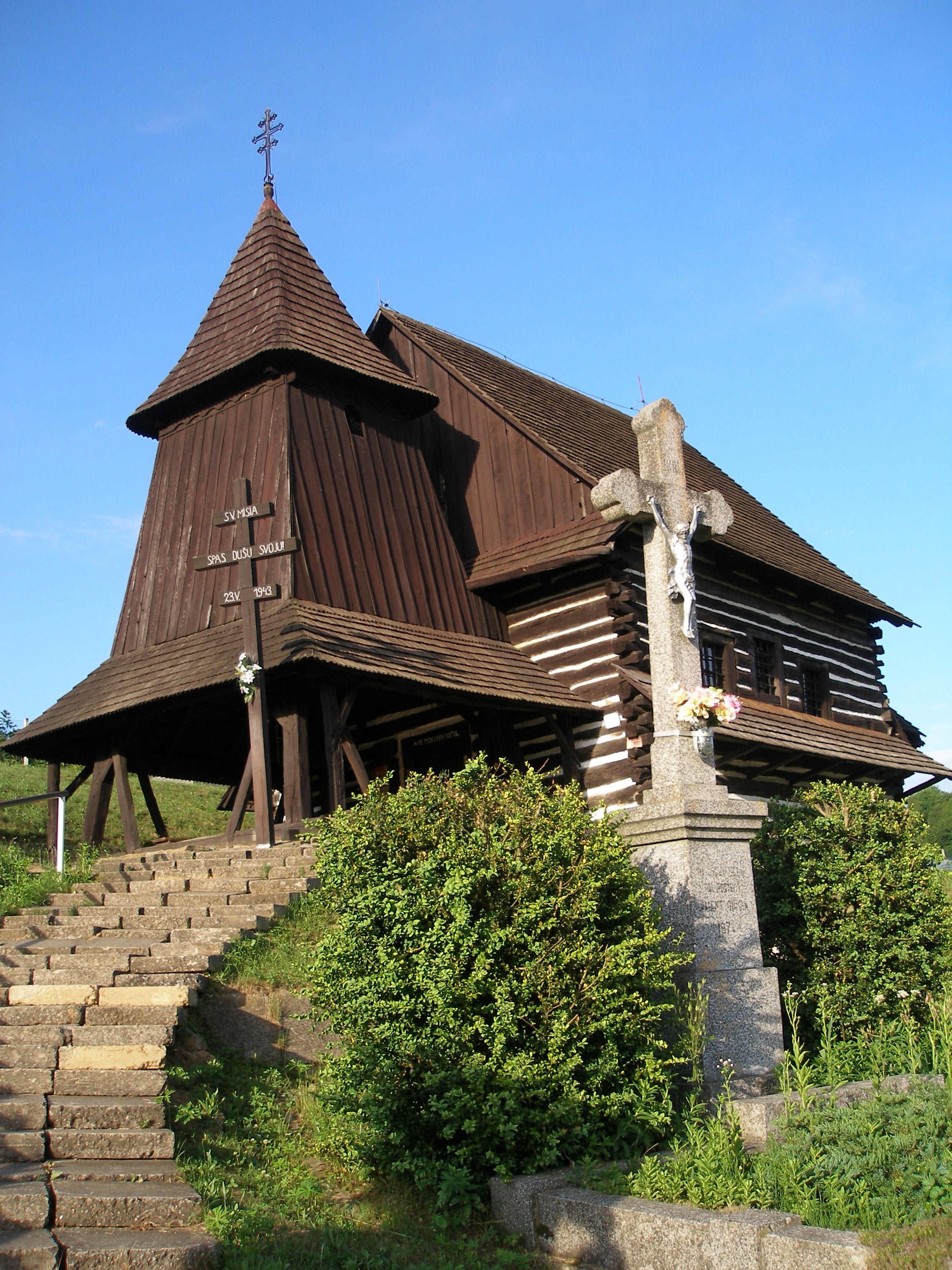
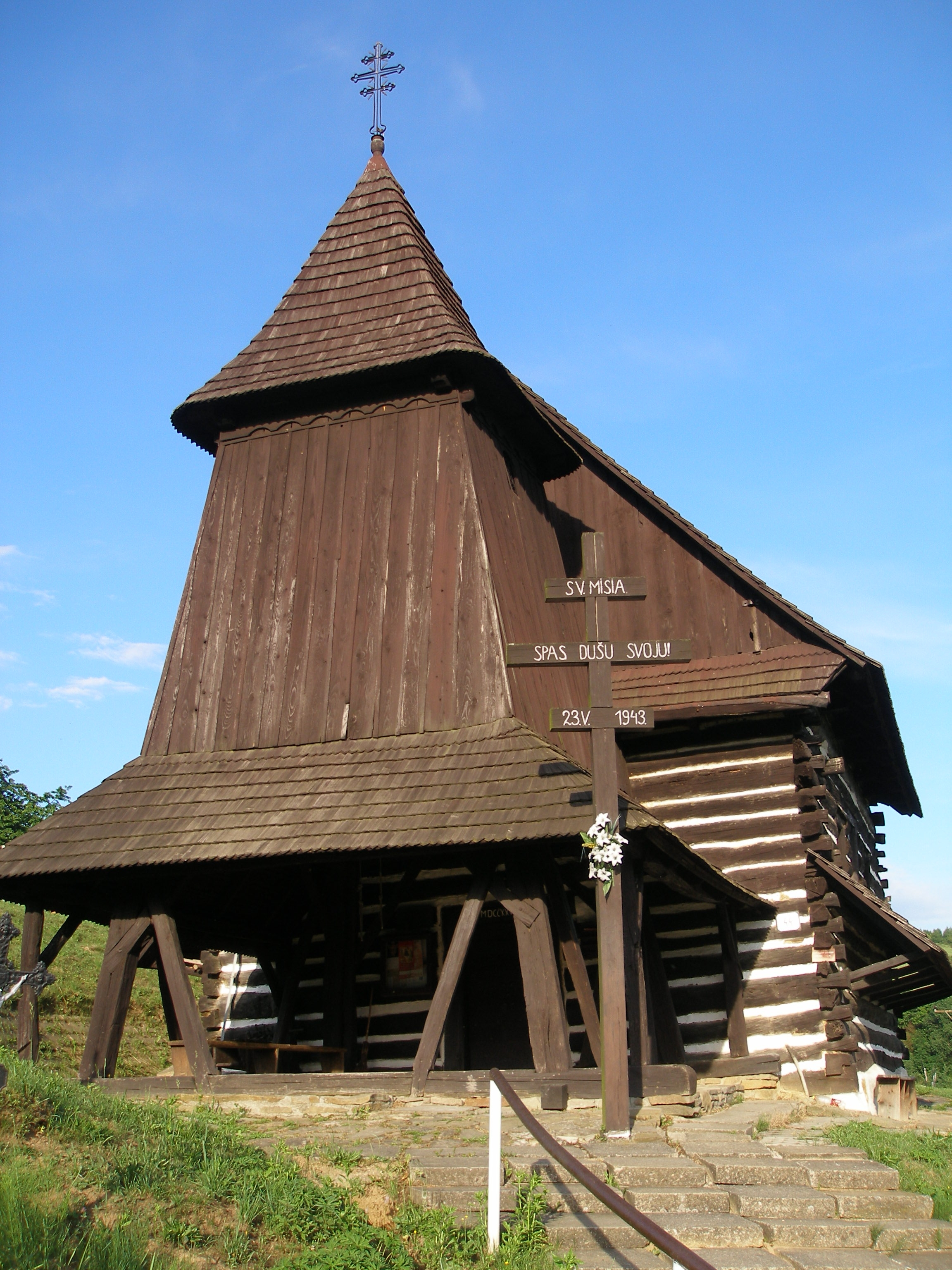
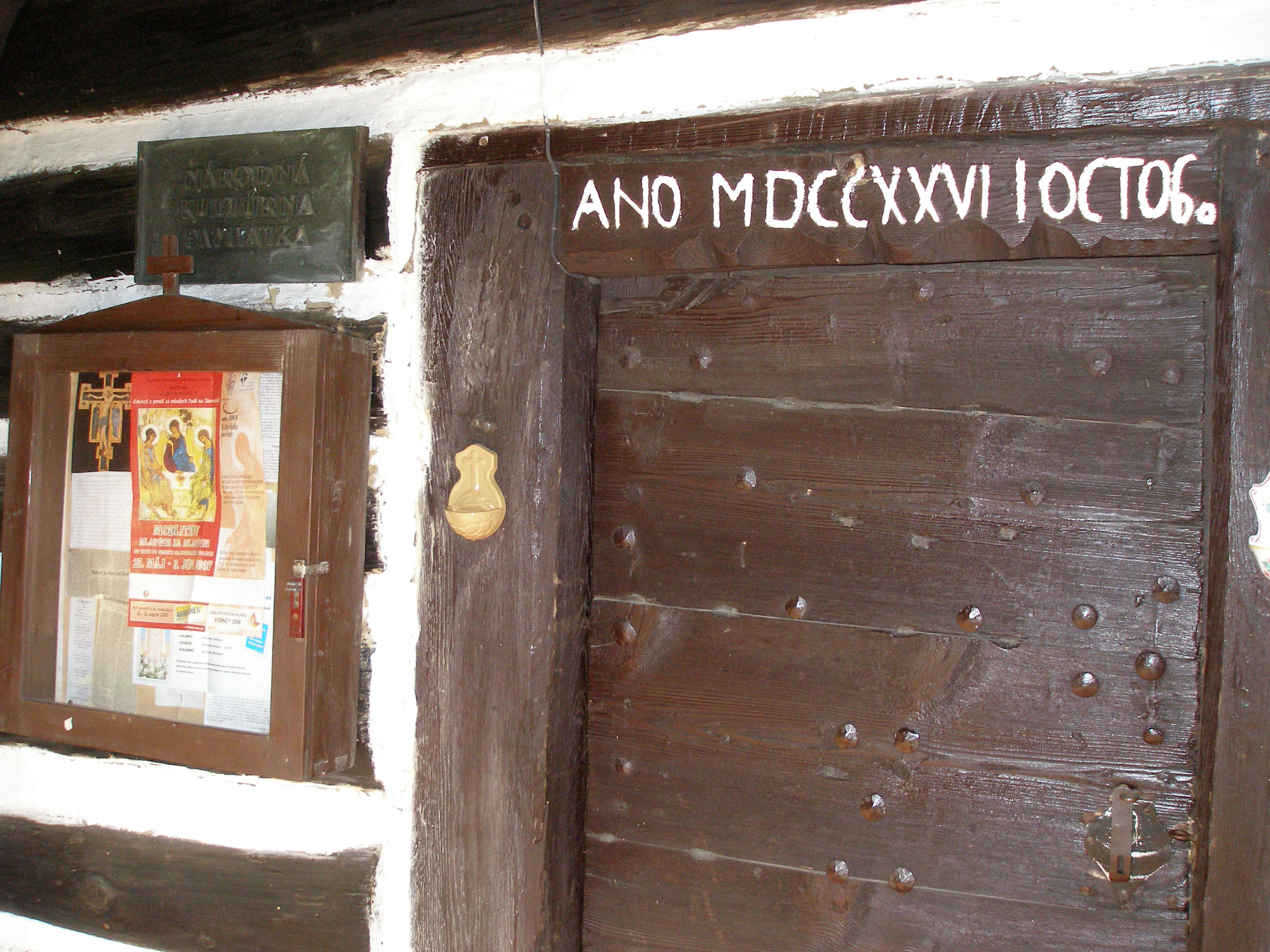